# Предотвращение самоубийства
Предотвращение самоубийства — обобщающий термин, обозначающий коллективные усилия местных гражданских организаций, врачей и иных специалистов, призванный уменьшить частоту самоубийств. Кроме прямого вмешательства, призванного остановить собравшегося покончить с собой человека, среди методов предотвращения самоубийств можно выделить также:
1. лечение психологических и психо-физиологических симптомов депрессии;
2. повышение способности справляться с трудностями — для тех людей, которые иначе всерьёз задумывались бы о самоубийстве;
3. снижение распространённости тех состояний, которые считаются факторами риска для самоубийства;
4. такое общение с человеком, которое давало бы ему/ей надежду на лучшую жизнь после разрешения существующих проблем.

В общем случае усилия по предотвращению самоубийства включают в себя профилактические действия, которые осуществляются психологами и психиатрами, равно как и другими специалистами в сфере здравоохранения и в иных сферах. Факторы снижения риска (такие как: социальная поддержка, вовлечение в социальную жизнь и т. д.) и повышающие риск самоубийства факторы (такие как доступ к средствам причинения смерти, вроде оружия или ядов) играют значительную роль в предотвращении самоубийства, однако нельзя рассматривать самоубийство исключительно как симптом психического заболевания (1)(2). Предотвращение самоубийства связано с определённым риском для инициирующего его врача, так как может повлечь эмоциональный стресс для пациента, а также привести к обвинению в злоупотреблении служебными полномочиями (3).

## Межличностная модель самоубийства
Ван Ордэн и другие (2010) показывают, что существует два основных фактора, способствующих совершению попытки самоубийства. Первый из этих двух основных факторов — это желание человека умереть, второй — это возможность совершить эту попытку. Желание умереть проявляется в навязчивых мыслях об обрывании социальных связей, в эмоциональном отчуждении от других людей, в ощущении собственной обременительности для окружающих, когда человек чувствует себя неспособным решить имеющиеся проблемы и обузой для своих семьи и/или друзей (4). Возможность совершить попытку самоубийства в данном случае используется в первую очередь как психологическая возможность, потому что в норме человек боится и избегает смерти и боли. Психологическая способность совершить самоубийство обычно формируется в случае, когда человек испытывает физические и/или психологические страдания, а также когда в результате предыдущих попыток самоубийства (или иных форм насилия против себя) у человека формируется искажённое отношение к смерти; она проявляется, в частности, в репетициях предстоящего самоубийства или в стремлении к иным опасным и болезненным формам поведения.
Склонные к самоубийству люди зачастую демонстрируют психологический аналог туннельного зрения в отношении той ситуации, в которой они находятся, рассматривая самоубийство как лёгкий выход из трудной ситуации (5). Среди других значимых факторов риска можно выделить: психические расстройства, злоупотребление наркотиками или алкоголем и т. п. (6)(7). Хорошие межличностные отношения и поддержка со стороны семьи — факторы, снижающие риск самоубийства (8). Также к снижающим риск факторам относятся: высокий уровень самоконтроля, высокая личная эффективность, реалистичность взгляда на жизнь, умение адаптироваться и справляться с ситуацией. Надежда, планы, удовлетворённость жизнью — также являются предотвращающими самоубийство факторами (9).

## Стратегии
Самоубийство — это преднамеренное лишение себя жизни или, если говорить более конкретно, намеренные действия человека, направленные на причинение себе смерти, при условии, что человек верит в фатальность этих своих действий (10).
Понимая необходимость комплексного подхода к предотвращению самоубийства, люди разработали различные стратегии, имеющие серьёзное фактическое обоснование. Хотя проведённые в последнее время исследования приводят к предположению, что оценка суицидального риска неэффективна (11), традиционный подход предполагает выявление факторов риска, ведущих к самоубийству или самоповреждению. В 2001 году Министерство здравоохранения и социальных служб США, под руководством главы Офицерского корпуса службы общественного здравоохранения США, опубликовало «Национальную стратегию по предотвращению самоубийств» (англ. National Strategy for Suicide Prevention), обозначившую основные принципы предотвращения самоубийств в США. Этот документ предполагает медицинский подход к предотвращению самоубийств, фокусируя внимание на выявлении «предупреждающих» о самоубийстве признаков и суицидальных мыслей, которое должно производиться во всей группе/популяции (противопоставляя такой подход изучению истории человека и состояния его/её здоровья с целью выявления факторов, повышающих риск самоубийства у конкретного человека) (12). Поэтому Американская ассоциация суицидологии (англ. American Association of Suicidology) выделяет 10 основных факторов, которые должны предупреждать о возможном в будущем самоубийстве:
- суицидальная идеация: мысли, разговоры или написание чего бы то ни было на тему самоубийства, планирование самоубийства;
- злоупотребление наркотиками или алкоголем;
- отсутствие цели в жизни;
- тревога, ажитация, бессонница или гиперсомния;
- ощущение себя в ловушке;
- чувство безнадёжности;
- социальная изоляция от друзей, семьи, общества в целом;
- гнев, ярость, стремление к мести;
- безрассудство или импульсивность;
- перемены настроения.

Желание покончить с собой (расплывчатое желание умереть, без намерения убивать себя) и соответствующие действия могут потенциально приводить к самоповреждению, но такое поведение может быть направлено не на причинение себе вреда, это может быть крик о помощи, способ наказать кого-то из окружающих, привлечь внимание. Такое поведение может быть фактором риска для совершения самоубийства и должно в этом случае рассматриваться как «предупреждение», когда человек на словах или на деле показывает своё намерение покончить с собой (13).

## Специализированные стратегии
Стратегии предотвращения самоубийства предполагают необходимость сосредоточить внимание на ликвидации факторов риска и на стратегиях вмешательства, призванного снизить уровень риска. Факторы риска и снижающие риск факторы, уникальные для каждого конкретного человека, должны оцениваться квалифицированным психологом.
Среди специализированных стратегий предотвращения самоубийства можно выделить следующие:
- кризисное вмешательство;
- структурированное психологическое консультирование и психотерапия;
- госпитализация в тех случаях, когда человек не хочет сотрудничать с пытающимися ему/ей помочь, а также когда требуется мониторинг и лечение вторичных симптомов;
- поддерживающая терапия, например: лечение алкоголизма или наркомании, применение психотропных лекарств, работа с членами семьи пациента, обеспечение доступа к экстренным телефонам и к скорой медицинской помощи при необходимости, «горячим» телефонам доверия и т. п.;
- ограничение доступа к средствам причинения себе смерти, таким как оружие или яды;
- создание и использование «кризисных карточек», на которых в удобочитаемой форме должно быть написано, что человеку делать в случае психологического кризиса — то есть что нужно делать положительного, не направленного на саморазрушение;
- обучение человека решению обычных жизненных проблем;
- помощь человеку во вступлении в поддерживающие группы, такие как Анонимные алкоголики, Suicide Bereavement Support Group («группа поддержки тех, кто потерял близкого человека в результате самоубийства»), группы, приводящие человека в состояние «потока», то есть сосредоточенности на решении конкретных задач;
- «рекреационная терапия», обеспечение отдыха — это улучшает настроение;
- мотивирование человека на заботу о себе: занятия физкультурой или медитацией.

Среди наиболее эффективных в данном случае методов психотерапии можно выделить следующие: диалектическую поведенческую терапию (факты показывают, что она эффективно предотвращает попытки самоубийства и госпитализацию из-за наличия суицидальных мыслей [14]) и когнитивную психотерапию (она помогает пациенту лучше решать жизненные проблемы и справляться с трудностями [15]).

## Методы предотвращения
Существует множество методов вмешательства, применяемых до того, как человек совершает попытку самоубийства. Среди основных методов выделяются: беседа психолога, скрининг на предмет рисков, ограничение доступа к средствам причинения смерти (оружию, ядам и т. п.), социальные меры. Рассмотрим эти методы подробнее.

## Беседа психолога
Всемирная организация здравоохранения (ВОЗ) указывает, что одним из очень эффективных способов работы с суицидальными мыслями является прямой разговор психолога с пациентом, когда психолог спрашивает о депрессии и оценивает суицидальные планы пациента с точки зрения того, когда и как они могут быть реализованы (16).
Распространённое мнение о том, что сами разговоры о самоубийстве наталкивают человека на мысль о том, чтобы покончить с собой, является заблуждением (16). Однако обсуждение этой темы с психологом и задаваемые им/ею вопросы могут снизить вероятность самоубийства, если эти вопросы будут задаваться с искренним сочувствием (16).
Этот метод направлен на то, чтобы повысить настроение человека и показать ему/ей, что другим людям не всё равно.
ВОЗ рекомендует не говорить о том, что «всё образуется», и не показывать проблемы человека как несущественные, а также — не давать ложных обещаний по серьёзным вопросам (16).
При беседе с пациентом психолог ни в коем случае не должен торопиться; кроме того, беседа должна проводиться тогда, когда человек сам(а) готов(а) говорить о своих чувствах.
Основная модель поведения в данном случае — это: выявить опасную мысль, «захватить» её (установить с ней контакт), оценить её имеющиеся у суицидента доказательства, реструктурировать эту мысль в положительном свете, предоставить пространство для выражения чувств, возникающих от реструктурированной мысли (в английском языке это аббревиируется как ICARE: Identify the thought, Connect with it, Assess evidences for it, Restructure the thought in positive light, Express or provide room for expressing feelings from the restructured thought) [16][17].

## Скрининг рисков
Глава Офицерского корпуса службы общественного здравоохранения США предположил, что скрининг, призванный выделить людей с высоким риском самоубийства, может оказаться одним из эффективных способов предотвращать самоубийства детей и подростков (18). Существуют различные методики скрининга, как правило — это анкеты, помогающие идентифицировать тех, кто находится в зоне риска (используются шкала безнадёжности Бэка и шкала «Is Path Warm? »). Определённое число таких анкет было подвергнуто проверке, в результате которой обнаружено, что они эффективны при работе с подростками и молодыми взрослыми (19). Однако не стоит забывать о высоком риске «ложной тревоги», поэтому оказавшиеся в зоне риска по результатам анкетирования должны в идеале после анкетирования побеседовать с клиническим психологом (20). Предсказательная способность таких анкет по результатам проверок продемонстрировала низкую валидность, поэтому с их помощью невозможно установить, действительно ли человек в зоне риска попытается совершить самоубийство (21). Считается, что ни вопросы о самоубийстве, ни описанный выше скрининг не повышают риска суицидального поведения (22).
Примерно в 75 % случаев люди, совершившие законченное самоубийство, в течение года до этого общались с психологами, в том числе от 45 % до 66 % из них общались с психологами в течение месяца до своей смерти. Примерно от 33 % до 41 % из совершивших самоубийство контактировали с психиатрическими больницами в течение года до своей смерти, из них 20 % контактировали с ними в течение месяца до смерти. Эти исследования позволяют предположить, что в данном случае необходим эффективный скрининг [23][24][25][26][27]. Исследования показывают, что многие методы оценки суицидального риска не прошли оценку валидности и не позволяют выявить все три ключевых индикатора склонности к самоубийству, а именно: желание умереть, суицидальное поведение и знание о самоубийстве (28).

## Ограничение доступа к средствам причинения смерти
Снижение вероятности того, что собирающийся покончить с собой человек получит доступ к средствам причинения смерти, таким как оружие или яды — это важный элемент в процессе предотвращения самоубийства (29). Эта практика часто сокращённо называется «ограничение доступа».
Исследователи и специалисты по планированию политики в области здравоохранения продемонстрировали, что ограничение доступа к средствам причинения смерти может помочь снизить уровень самоубийств благодаря тому, что собирающийся покончить с собой вынуждается отложить реализацию своих планов на определённое время, при том, что за это время его/её депрессия пройдёт (30). В общем случае эффективность ограничения доступа к средствам причинения смерти как метода предотвращения самоубийств доказывается рядом исследований (31). Кроме того, есть доказательства того, что ограничение доступа к популярным местам самоубийств, таким как мосты и утёсы, также снижает уровень самоубийств, в то время как иные методы вмешательства, такие как размещение на этих местах специальных знаков (например, с телефонами горячей линии психологической помощи) или усиленное наблюдение за такими местами, оказываются менее эффективными (32). Один из наиболее известных исторических примеров, когда ограничение доступа к средствам причинения смерти снизило уровень самоубийств — это история использования коксового газа в Великобритании. До 1950-х годов самым популярным способом самоубийства в стране было отравление коксовым газом. В 1958 году коксовый газ начали заменять природным газом (в котором практически не содержится угарного газа). В течение следующего десятилетия природный газ использовался в Великобритании в 50 % печей. Одновременно снизился уровень самоубийств, в первую очередь резко упал уровень самоубийств в результате отравления угарным газом [33][34].
В США многочисленные исследования показали, что чем легче доступ к огнестрельному оружию — тем выше уровень законченных самоубийств (35). «Около 85 % попыток самоубийства, предпринятых с использованием огнестрельного оружия, заканчиваются смертью, это высокий уровень летальности, значительно более высокий, чем для всех остальных способов самоубийства, для которых доля летальных исходов ниже 5 %»[36][37]. Хотя в других странах уровень самоубийств при помощи огнестрельного оружия снизился в результате ограничения доступа к этому оружию, такие ограничения в США трудноосуществимы из-за Второй поправки к Конституции США, основывающейся, в свою очередь, на Билле о правах 1689 года, который также ограничивает возможности государства ограничивать доступ к оружию для людей в группе риска, такое ограничение привлекло бы излишнее внимание заинтересованных лиц (38).

## Социальные меры и национальные стратегии
Национальная стратегия предотвращения самоубийств предполагает и поддерживает различные методы предотвращения самоубийств:
- Формирование групп под руководством соответствующего специалиста, эти группы должны заниматься предотвращением самоубийств.
- Исследование снижающих суицидальный риск факторов, разработка эффективных клинических и профессиональных практик.
- Продвижение программ предотвращения самоубийств внутри групп риска.
- Скрининг и ограничение рискованного поведения, повышение психологической сопротивляемости, продвижение оптимистического взгляда на жизнь и включённости в социальную жизнь.
- Образование по связанным с самоубийством вопросам, таким как факторы риска, «предупреждающие» симптомы, стигма в связи с самоубийством и суицидальными мыслями; доступность психологической помощи.
- Повышение навыков в сфере здоровья и благополучия для тех людей, кому такие навыки необходимы, например: спонсирование тренингов для психологов, облегчение доступа к помощи внутри групп риска, создание телефонов доверия.
- Снижение уровня домашнего насилия и злоупотребления наркотиками / алкоголем благодаря соответствующим законодательным мерам, повышению общественного внимания к этим вопросам, с помощью соответствующих долгосрочных стратегий.
- Ограничение доступа к средствам причинения смерти или к средствам самоповреждения, таким как яды и огнестрельное оружие.
- Снижение дозировок (в расчёте на упаковку) распространяемых без рецепта лекарств, таких, как аспирин.
- Обучение детей и подростков тому, как справляться с жизненными трудностями (на базе школ).
- Вмешательство и этически обоснованное наблюдение по отношению к группам высокого риска.
- Более правдивое отражение суицидального поведения, психических расстройств, злоупотребления наркотиками или алкоголем в художественных произведениях и СМИ.

NSSP также предполагает, что медиа должны прекратить романтизацию отрицательных эмоций (подавленности, тоски, ревности) и тех стратегий поведения, которые могут приводить к травматизации (запой, рискованное поведение, драки, месть).
Центры контроля и профилактики заболеваний (с 1994 года) и Американское общество предотвращения самоубийств (с 1999) считают, что с помощью телевизионных шоу и новостей можно вести работу по предотвращению самоубийств
- за счёт ассоциации самоубийства с его негативными последствиями, такими как боль для обрывающего свою жизнь человека, боль для его близких; а также
- за счёт убеждения в том, что большинство людей в трудных жизненных обстоятельствах выбирают не самоубийство;
- за счёт неупоминаний об эпидемии самоубийств среди военнослужащих и ветеранов; а также
- за счёт изображения того, как представители власти и обычные граждане говорят о бесполезности самоубийства (39).

## Поддержка близких после самоубийства или его попытки
Помощь после попытки самоубийства или же после удавшегося самоубийства призвано облегчить близким погибшего/погибшей их утрату, уменьшить чувство вины, тревоги, депрессию, минимизировать последствия травматического события. При этом тяжёлую утрату пытаются облегчить, привести к катарсису, людям помогают лучше адаптироваться, предотвратить развитие у них депрессии и иных психических расстройств.
Вмешательство после самоубийства также призвано минимизировать риск подражающих самоубийств, однако эффективность такого вмешательства в настоящее время не доказана. В то же время основная цель психолога в данном случае — минимизировать вероятность того, чтобы близкие самоубийцы тоже решили, что уход из жизни — это способ решения проблем (40).

## Лечение
Существуют [41][42] различные методы психотерапии (43), направленные на предотвращение самоубийств, часть из них предполагает разговор с психологом по телефону (44). Рандомизованные и проверенные при помощи контрольной группы исследования показывают, что такое лечение также снижает уровень депрессии и навязчивость суицидальных мыслей. Однако только препараты лития продемонстрировали свою эффективность в предотвращении именно самоубийства. Самоубийство — это достаточно редкое событие, поэтому в большинстве исследований наблюдалось очень мало самоубийств или они не наблюдались вообще (это касается как групп, подвергавшихся лечению, так и контрольных групп), поэтому воздействие изучаемых способов лечения на собственно вероятность самоубийства установить было невозможно.
Согласно консервативным оценкам, 10 % людей, страдающих психическими заболеваниями, могут никогда не получить медицинской помощи потому, что им не будет поставлен диагноз (45), а 50 % могут никогда не получить диагноза по тому заболеванию, которое усугубляет имеющиеся у него/неё психиатрические симптомы [46][47]. Употребление наркотиков и ряда выписываемых по рецепту лекарств также может приводить к возникновению ряда психиатрических симптомов (48). Эффективная диагностика и — при необходимости — медицинское тестирование (в том числе нейровизуализация[49]) могут применяться для выявления и лечения тех состояний и побочных эффектов лекарств, которые могут вызывать активизацию суицидальных мыслей; чаще всего эту активизацию вызывает депрессия, на неё приходится 90-95 % всех случаев[50].
Недавние исследования показывают, что препараты лития эффективно снижают риск самоубийства у пациентов с биполярным аффективным расстройством, причём снижают его до среднего для популяции уровня (51). Препараты лития также показали свою эффективность в снижении суицидального риска у пациентов с большим депрессивным расстройством (52).
Существует ряд научно обоснованных методов психотерапии, которые эффективно снижают интенсивность суицидальных мыслей. Среди этих методик можно выделить диалектическую поведенческую терапию (ДПТ, ДБТ), которая (как это доказано рядом исследований) достаточно эффективно снижает склонность к самоубийству. Она снижает вероятность самоповреждения и возникновения суицидальных мыслей [53][54]. Когнитивно-поведенческая психотерапия для предотвращения самоубийств (англ. Cognitive Behavior Therapy for Suicide Prevention CBT-SP) является одной из форм диалектической поведенческой терапии, адаптированной для работы с подростками, у которых высок риск повторной попытки самоубийства [55][56].
Одно из рандомизированных и проверенных при помощи контрольной группы исследований показало, что повторяющиеся беседы с психологом по сотовому телефону приводят к снижению интенсивности суицидальных мыслей и симптомов депрессии, а также создают у пациента ощущение большей социальной поддержки, но не снижают вероятности самоповреждения и в большинстве случаев не влияют на злоупотребление наркотиками/алкоголем (57).

## Самоуважение и самооценка
Всемирная Организация Здравоохранения утверждает, что: «по всему миру самоубийство находится в первой пятёрке среди причин смерти подростков в возрасте от 15 до 19 лет; во многих странах самоубийство — первая или вторая по распространённости причина смерти как для мальчиков этого возраста, так и для девочек» и рекомендует «прекратить стигматизацию психически больных» и «повышать самооценку студентов и школьников» для того, чтобы защитить «детей и подростков от психологического стресса и зависимости» и позволить им «адекватно справляться с возникающими в жизни трудностями и стрессами». ВОЗ также указывает, что «образовательная система должна обеспечивать обучение специальным навыкам, призванным предотвратить травлю и насилие в пределах школы и вокруг неё, это необходимо для того, чтобы создать для каждого подростка безопасную среду, в которой не было бы места нетерпимости» (58).

## Профильные помогающие организации
Существует множество благотворительных организаций, таких как Американское общество предотвращения самоубийств (США), которые организуют горячие линии для бесед с психологом, финансируется такая работа обычно за счёт краудсорсинга (59). Первая задокументированная программа, нацеленная на предотвращение самоубийств, была начата в 1906 одновременно в Нью-Йорке («Национальная лига спасения жизней») и в Лондоне (там был основан Отдел предупреждения самоубийств, бывший подразделением Армии спасения) [60]. В США самоубийство является десятой по распространённости причиной смерти; согласно исследованию, проведённому Центрами по контролю и профилактике заболеваний США в 2012, 0,5 % взрослых совершало как минимум одну суицидальную попытку в своей жизни (61). Данные об усилиях по предотвращению самоубийств, предпринимаемых в соответствии с Национальной стратегией США по предотвращению самоубийств, были опубликованы Министерством здравоохранения и социальных служб США в 2001 (12).
Виды вмешательства с целью предотвратить самоубийство можно разделить на две основные категории: вмешательство, осуществляемое на уровне личности и осуществляемое на уровне популяции в целом (62). Необходимо идентифицировать, проверять и распространять информацию о наилучших методах предотвращения самоубийств, соответствующие методики публикуются в Национальном реестре лучших практик (англ. National Strategy Best Practices Registry, BPR) на сайте Suicide Prevention Resource Center Архивная копия от 7 мая 2017 на Wayback Machine, где представлены различные методики вмешательства при угрозе самоубийства, разработанные Американской ассоциацией предотвращения самоубийств. Эти методики разделяются на 3 категории, в первой и второй все программы уже прошли всестороннюю эмпирическую проверку и показали положительные результаты; категория III включает в себя ещё не проверенные методики [63][64].

### Организации
- Сайт CDC Архивная копия от 15 мая 2017 на Wayback Machine — организации, занимающейся предотвращением самоубийств
- Suicide Prevention Resource Center (SPRC) Архивная копия от 7 мая 2017 на Wayback Machine — поддержка, обучение и ресурсы для организаций и специалистов, помощь в разработке методик вмешательства.
- Stamp Out Suicide!
- Центр предотвращения самоубийств (Centre for Suicide Prevention, CSP), Канада Архивная копия от 29 апреля 2017 на Wayback Machine
- JED Foundation Архивная копия от 22 мая 2019 на Wayback Machine — ведущая благотворительная организация, занимающаяся снижением уровня самоубийств и борьбой с эмоциональными стрессами среди студентов колледжей
- Suicide Prevention:Effectiveness and Evaluation — 32-страничное руководство от SPAN USA, the National Center for Injury Prevention and Control, and Education Development Center, Inc.
- Американская ассоциация суицидологии — членская организация, в которую могут вступать все занимающиеся предотвращением самоубийств специалисты.
- Американское общество предотвращения самоубийств Архивная копия от 23 июля 2020 на Wayback Machine — ведущая благотворительная организация, занимающаяся предотвращением самоубийств (проводит исследования, ведёт образовательные программы и т. п.) .
- Suicide Prevention Action Network USA Архивная копия от 25 мая 2017 на Wayback Machine
- Международная ассоциация организаций по предотвращению самоубийств Архивная копия от 16 мая 2017 на Wayback Machine — совместно со Всемирной Организацией Здравоохранения спонсирует Международный день предотвращения самоубийств (10 сентября).
- U.S. Surgeon General — Suicide Prevention Архивная копия от 13 мая 2017 на Wayback Machine
- Suicide.org Архивная копия от 16 мая 2017 на Wayback Machine

### Журналы и ресурсы по теме
- Suicide and Life Threatening Behavior Архивная копия от 27 апреля 2017 на Wayback Machine
- Archives of Suicide Research Архивная копия от 4 марта 2017 на Wayback Machine
- Crisis: The Journal of Crisis Intervention and Suicide Prevention Архивная копия от 28 мая 2017 на Wayback Machine
- Van Orden K. A.; et al. (2010). «The interpersonal theory of suicide». Psychological Review. 117: 575—600. doi:10.1037/a0018697.
- Rudd, M. D. (2006). The assessment and management of suicidality. Sarasota, FL : Professional Resource Press.
- Suicide Risk Assessment Guide — VA Reference Manual Архивная копия от 5 мая 2017 на Wayback Machine
- Self-harm care management, NICE, UK Архивная копия от 11 июня 2016 на Wayback Machine
- Practice Guidelines for Suicide prevention, APA Архивировано 14 августа 2016 года.